# Orbe-Ebene

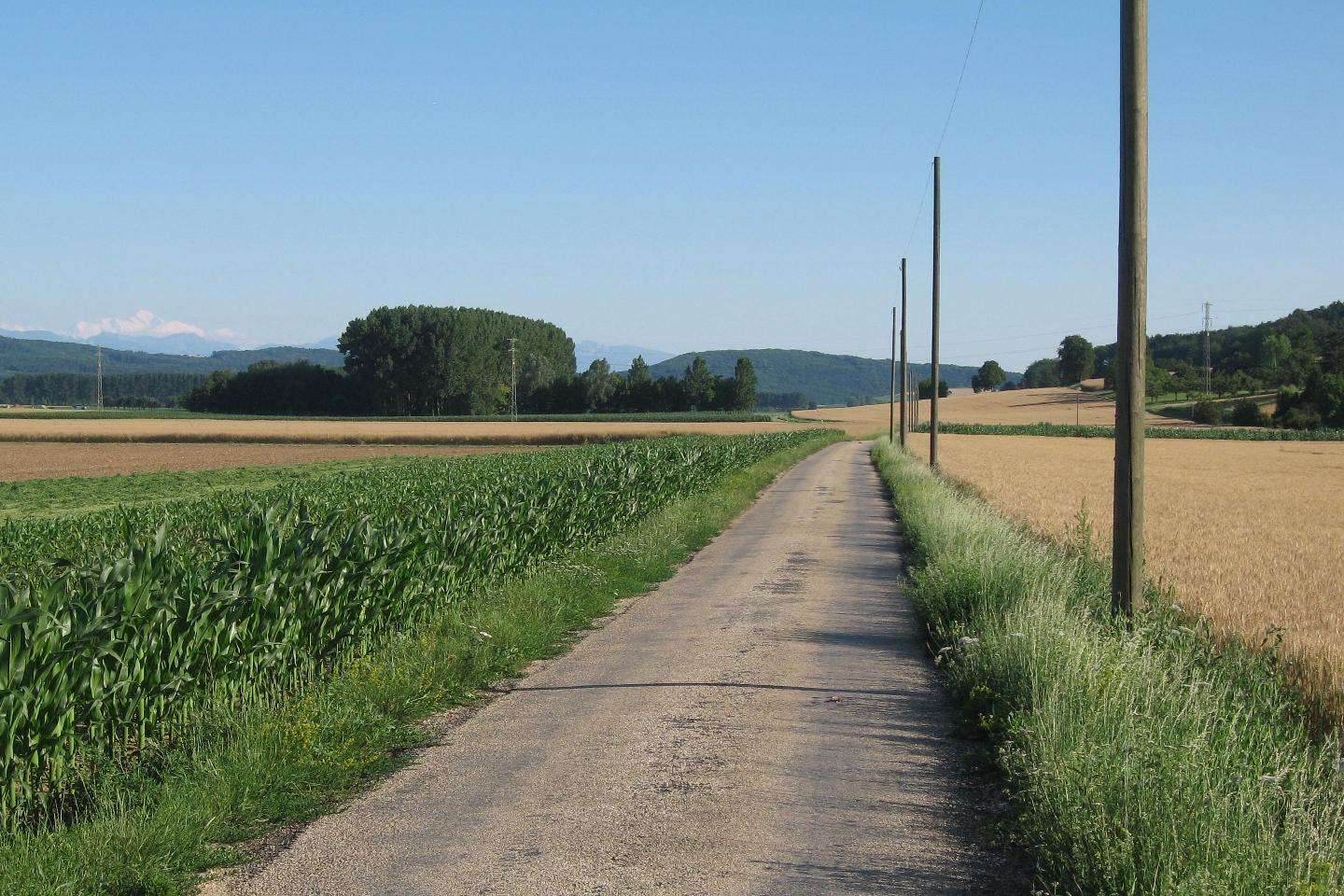
Chemin de l’Etraz ausgangs Orbe (Les Granges) Richtung La Sarraz im Juli 2011

Die Orbe-Ebene (auch Orbeebene; französisch: Plaine de l’Orbe) ist eine fast 50 km² grosse Alluvialebene im Schweizer Kanton Waadt, die von der Orbe respektive von der Thielle (dt.: Zihl) durchflossen wird. Dank dem milden und relativ trockenen Klima im Lee des Hochjuras zählt sie zu den wichtigen Landwirtschafts- und Gemüseanbaugebieten der Schweiz.

## Geographie
Die Ebene ist im Durchschnitt 2 bis 3 km breit, 16 km lang und liegt auf 435 m ü. M. Ihr nördlicher Teil erstreckt sich in Nordost-Südwest-Richtung. Im Bereich des Städtchens Orbe beschreibt sie einen Bogen, so dass der südliche Teil in Nord-Süd-Richtung verläuft. Begrenzt wird die Orbe-Ebene im Nordwesten und Westen vom Jurafussplateau, einer Hochfläche, die langsam gegen die vorderste Jurakette hin ansteigt und von mehreren Flusstälern zerschnitten ist, und im Süden vom Riegel des Mormont, über den die Wasserscheide zwischen den Einzugsgebieten von Rhein und Rhone verläuft und der die Ebene vom südlich angrenzenden Tal der Venoge trennt. Östlich an die Orbe-Ebene grenzen die langgestreckten Molassehöhenzüge des nördlichen Gros de Vaud an, und im Nordosten bildet der Neuenburgersee die Grenze. Im nördlichen Teil der Ebene ragt der isolierte Mont de Chamblon (552 m ü. M.) auf, ein breiter Höhenrücken bei Yverdon-les-Bains.

## Geologie
Die Entstehung der Orbe-Ebene ist bedingt durch mehrere Verwerfungen, welche für die vertikale und horizontale Verschiebung der Gesteinsschollen verantwortlich waren. Die Schichtfolge im Untergrund der Ebene besteht aus bis zu 200 m mächtigen Ablagerungen aus der Kreidezeit, die im Bereich der Bruchlinien ausserhalb der eigentlichen Ebene teilweise bis an die Erdoberfläche hervortreten und einen Wechsel von Kalkstein und Mergelschichten zeigen. Darüber lagert eine im Durchschnitt ebenfalls rund 200 m mächtige Schicht der Unteren Süsswassermolasse, die in der Zeit vor etwa 30 bis 22 Millionen Jahren durch Flüsse von den alpinen Gesteinsdecken erodiert und hierher verfrachtet wurde.
Im Verlauf des Pleistozäns wurde in der Orbe-Ebene während der Eiszeiten Geschiebe des Rhonegletschers abgelagert. Die heute vorhandenen Sedimente sind überwiegend Grundmoränen des würmeiszeitlichen Rhonegletschers. Das Gesteinsmaterial der früheren Eiszeiten wurde hingegen während der nachfolgenden Interglaziale wieder weitgehend erodiert. Über diese pleistozänen Ablagerungen legte sich im Holozän eine Schicht lakustrischer Sedimente des Solothurner Sees (vorübergehend ein nacheiszeitlicher Jurarandsee, der von Solothurn bis zum Mormont reichte). Nachdem sich das Wasser allmählich zurückgezogen hatte, blieb eine weite Sumpfniederung bestehen.

## Gewässernetz
Hauptfluss der Orbe-Ebene ist die Orbe, welche die Ebene jedoch erst beim gleichnamigen mittelalterlichen Städtchen erreicht. Sie tritt hier aus einer Schlucht im Jurafussplateau in die Ebene hinaus. Die Orbe vereinigt sich in der Ebene mit dem Talent; das Gewässer wird von diesem Zusammenfluss bis zur Mündung in den Neuenburgersee Thielle genannt. Den südlichen Abschnitt der Orbe-Ebene entwässert der Nozon, der früher bei Chavornay in den Talent mündete. Diese drei Flüsse bilden zusammen mit einigen kurzen Seitenbächen, die von den umgebenden Höhen herabfliessen, das Gewässernetz der Orbe-Ebene. Sie schlängelten sich früher in zahlreichen Mäandern durch das Sumpfgebiet.

## Geschichte
In den Randbereichen der Orbe-Ebene gab es bereits seit der Eisenzeit (ab etwa 800 vor Christus) einige keltische Siedlungsplätze. Zur Römerzeit befand sich bei Yverdon-les-Bains der Vicus Eburodunum. Auch bei Orbe bestand eine städtische Siedlung und etwas nördlich davon ein römischer Gutshof, der als grösster Gebäudekomplex dieser Art in der Schweiz gilt. Durch die Orbe-Ebene verlief eine Römerstrasse, welche das Gebiet mit dem Genferseebecken verband.
Ab dem 9. Jahrhundert in der Burgunderzeit entwickelten sich an leicht erhöhten Lagen am Rand der Ebene die ersten Siedlungen, aus denen sich die heutige dörfliche Struktur entwickelte. Da die Ebene selbst sumpfig und immer wieder überschwemmt war, galt sie während langer Zeit als unbesiedelbar. Einzig die Stadt Yverdon liegt in der Ebene.
Kleinere Entwässerungs- und Entsumpfungsmassnahmen wurden seit dem 16. Jahrhundert im Nahbereich der Siedlungen vorgenommen. Zur Zeit des Dreissigjährigen Krieges wurde das Projekt forciert, die Rhone und den Rhein mit einer Wasserstrasse durch die Orbe-Ebene zu verbinden. Von 1638 bis 1648 wurde der Canal d’Entreroches zwischen Yverdon und Cossonay gebaut, der die Verbindung zur Venoge herstellen sollte. Finanzierungsschwierigkeiten verhinderten allerdings den Vollausbau dieser Wasserstrasse.
Grössere Meliorationen wurden erst ab 1870 im Zusammenhang mit der ersten Juragewässerkorrektion durchgeführt. Sämtliche Flussläufe in der Orbe-Ebene wurden kanalisiert und begradigt. Die Thielle erhielt zwischen Orbe und Yverdon Seitenkanäle, nämlich den Canal Occidental auf der linken Seite und den Canal Oriental auf der rechten Seite, für den Teile des ehemaligen Canal d’Entreroches verwendet wurden. Beide Kanäle werden durch Yverdon geführt und besitzen separate Mündungen in den Neuenburgersee.

## Nutzung

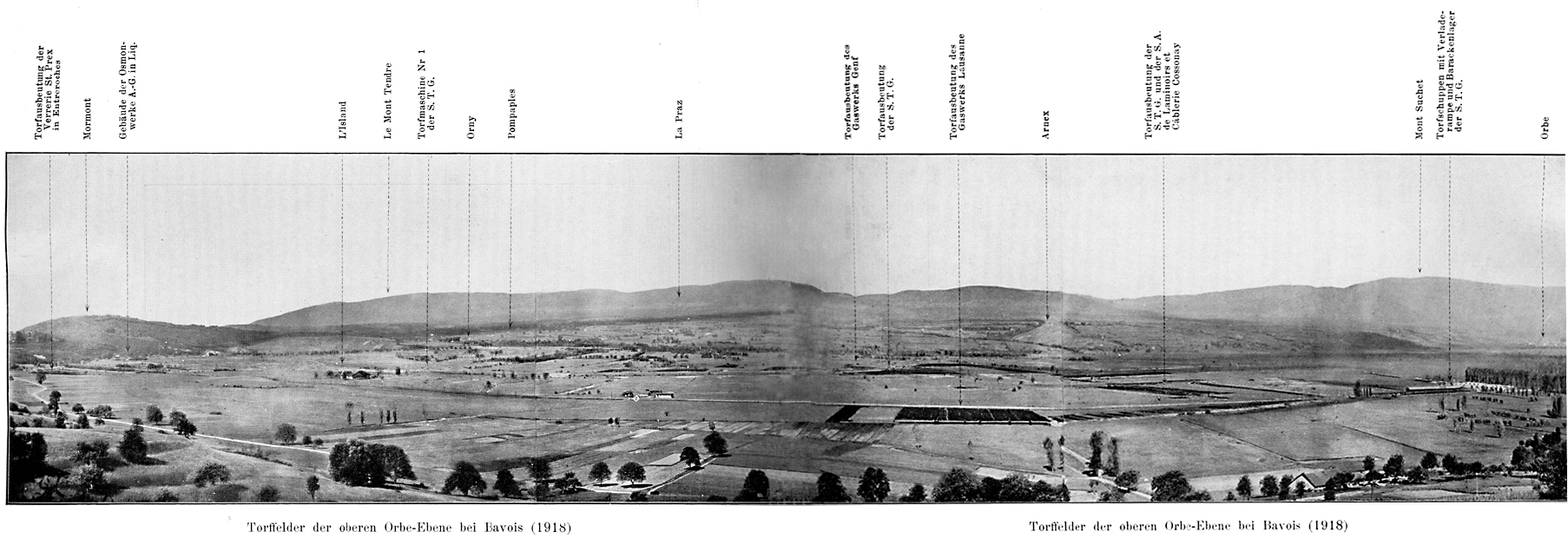
Torffelder der oberen Orbe-Ebene bei Bavois, 1918

Im und nach dem Ersten Weltkrieg setzte die S.A. de Laminoirs et Cablerie Cossonay zur Torfgewinnung zwei umfangreiche Decauville-Torfbahnen mit den Spurweiten 500 und 600 mm im Marais des Puits bei Bavois in der Orbe-Ebene ein. Ihre Torfpressen waren unbeweglich an einem geeigneten Standort aufgestellt, und der Nasstorf wurde von den mobilen Stechmaschinen über innovative Endlosdrahtseil-Sodenförderer zu feststehenden Transporteurs und von dort mit Kipploren auf Decauvillegleisen zu den Torfpressen transportiert.
Mit den Meliorationen wurde eine grosse Fläche wertvollen Kulturlandes gewonnen. Heute wird die Orbe-Ebene landwirtschaftlich intensiv genutzt. Sie zählt zu den bedeutendsten Gemüseanbaugebieten der Schweiz; daneben gibt es auch Tabakanbau und Getreideanbau. Vom ehemaligen Moorgebiet sind nur noch ganz wenige Überreste vorhanden, beispielsweise das Marais des Puits bei Bavois und der Creux de Terre bei Chavornay, ein Naturschutzgebiet, das allerdings erst mit der Renaturierung früherer Tongruben entstand. Bei Orbe und Chavornay wird die Ebene in zunehmendem Masse auch von Gewerbe- und Industriezonen beansprucht. 1925 wurde bei Orbe die Waadtländer Strafanstalt Bochuz (Pénitencier de Bochuz) erbaut.
Durch die Orbe-Ebene verlaufen wichtige Verkehrsachsen, nämlich seit 1855 die Eisenbahnlinie Yverdon–Lausanne und seit 1981 auch die Autobahn A1, die diese beiden Städte verbindet.
Koordinaten: 46° 44′ 15″ N, 6° 33′ 48,4″ O; CH1903: 533111 / 176629